# Ботанічний сад Домініки
Ботанічний сад Домініки (англ. Dominica Botanical Gardens) — ботанічний сад у Розо (Домініка).
Ботанічний сад був раніше відомий як один з кращих ботанічних садів у регіоні, проте він був сильно пошкоджений ураганом Дейвід 1979 року.

## Історія

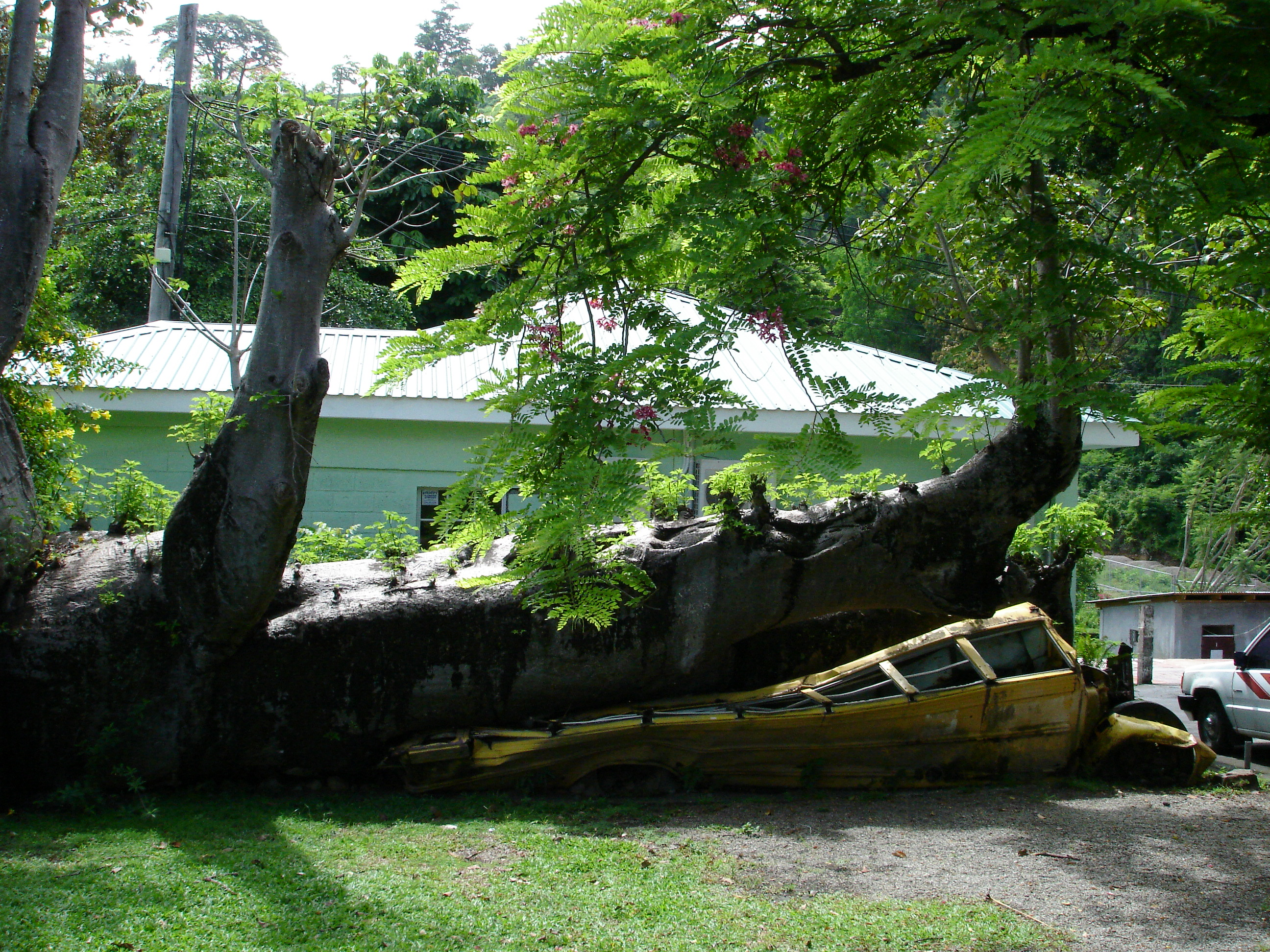
Баобаб, що впав на шкільний автобус у ботанічному саду під час урагану Дейвід

Ботанічний сад були створено, коли Домініка ще була колонією Британської імперії. До планування саду приступили 1889 року з метою заохочення диверсифікації культур, а також для забезпечення фермерів здоровими саджанцями. Ділянка землі площею 16 гектарів, де раніше була цукрова плантація, була продана уряду 1891 року її власником Вільямом Девісом.
Посадка саду почалася 1890 року, першим його куратором був Чарльз Мюррей з Королівського ботанічного саду в Единбурзі. Незабаром його замінив Генрі Ф. Грін. Джозеф Джонс взяв на себе управління ботанічним садом 1892 року і залишався на цій посаді протягом всього свого життя; Джонс також став першим суперінтендантом Імператорського відділу сільського господарства Вест-Індії 1898 року. Ботаніки з садів Кью в Англії поставляли для саду різноманітні тропічні види з усього світу. Хоча головні цілі ботанічного саду залишалися в сфері економіки і експериментального сільського господарства, Джонс висаджував і декоративні рослини, щоб зробити ботанічний сад більш привабливим.
Сад став відомий як один з кращих ботанічних садів в Вест-Індії до 1930-х років. 1979 року ботанічний сад був сильно пошкоджений ураганом Дейвід, який знищив багато вражаючих старих дерев. Одне з дерев, гігантське дерево африканського баобаба, впало і розчавило порожній шкільний автобус; дерево і автобус залишаються реліктом руйнування сада.

## Флора і фауна
На території ботанічного саду росте Poitea carinalis, національне дерево і квітка Домініки та багато інших тропічних дерев та пальм, у тому числі Couroupita guianensis (дерево «гарматне ядро»), фікус бенгальський, Coripha umbraculifera та іланг-іланг.
Тут часто зустрічаються два ендемічних вида ящірок (Ameiva fuscata та Anolis oculatus). Ботанічний сад часто відвідують птахи, у тому числі три вида колібрі, а також Quiscalus lugubris і Butorides virescens.